# Кол Корнакија (Латина)
Кол Корнакија је насеље у Италији у округу Латина, региону Лацио.
Према процени из 2011. у насељу је живело 170 становника. Насеље се налази на надморској висини од 20 м.